# Institut supérieur des techniques du spectacle d'Avignon
L'Institut Supérieur des Techniques du Spectacle (ISTS), situé à Avignon, dans l'Espace Saint-Louis (ancien noviciat des jésuites), au n° 20, rue Portail Boquier, est un centre de formation continue aux techniques du spectacle vivant. Cette association loi de 1901 est placée sous la tutelle du ministère de la Culture et de la Communication, du Conseil régional de Provence-Alpes-Côte d'Azur et de la Ville d’Avignon.  

## Mission
L'ISTS a pour but d'assurer la professionnalisation ou le perfectionnement des techniciens de la scène, dans tout ce qui a trait aux entreprises du spectacle. C'est également un lieu de rencontre et de débat, un centre de documentation et d'information sur les techniques du spectacle et sur ses formations. Son encadrement se tient à la disposition de ses anciens stagiaires, ainsi que de tous les professionnels du spectacle, des collectivités territoriales et des institutions françaises et étrangères, un service de conseil et d'assistance concernant la conception ou à la réalisation de projets des domaines du spectacle.

## Programme
L'ISTS assure les formations à l'encadrement, à la machinerie, au dessin, à la sécurité et à la prévention, ainsi que dans tout ce qui a trait à l'électricité, l'éclairage, le son et la vidéo. Il met de plus ses compétences au service des professionnels du spectacle et des responsables d'institutions publiques, pour les conseiller et les assister sur les techniques du spectacle.

## Les métiers techniques du spectacle vivant

### Régisseur général
La régie générale recouvre les fonctions relatives à la préparation et à la gestion des moyens opérationnels nécessaires à la réalisation d’un spectacle et ce, en fonction des préconisations de la direction de production.
En principe, le régisseur général est placé sous l’autorité du directeur technique et les régisseurs sont placés sous la sienne. Les champs d’application de la régie générale sont variés : régie de lieu, d’événement, de création, de compagnie, de festival, de tournée…
Dans tous les cas, la fonction primordiale du régisseur général est d’optimiser le lien fonctionnel entre tous les intervenants d’une réalisation.
En préparation d’un spectacle :
- Le régisseur général étudie avec sa hiérarchie la faisabilité technique du projet artistique : ceci comprend l’étude des besoins en matériel et personnel, et l’adéquation avec les délais de réalisation et le budget prévisionnel. Pour cela, il lui appartient de proposer des options et des préconisations de mise en œuvre.
- À l’issue de l’étude de faisabilité, et sur la base des nécessités qui en découlent, le régisseur général prend la responsabilité du calendrier opérationnel, propose les recrutements pour la formation des équipes, assure la mobilisation des matériels et des équipements.
- En accord avec sa direction, le régisseur général assure, dans le respect de la réglementation, la préparation des différents espaces nécessaires à la réalisation d’un spectacle : scène et locaux techniques d’une part et espaces d’accueil du public d’autre part.
- Il supervise l’établissement de la fiche technique du lieu ou du spectacle placé sous sa responsabilité, ainsi que celui du plan de prévention, lequel sera intégré à la fiche technique.

En exploitation :
- Il organise le travail de l’équipe technique et les relations entre cette équipe et les responsables artistiques, la direction de production et les entreprises extérieures.
- Il s’assure de la mise en œuvre des mesures de prévention des risques, renseigne les documents de suivi et fournit à sa direction les informations nécessaires à la tenue du document unique.
- Il supervise l’accueil du public et la bonne marche du spectacle. Il établit pour cela la conduite générale du spectacle et coordonne les actions de l’ensemble des équipes.
- Il intervient dans le suivi exécutif du budget qui est alloué par la production.
- S’il est responsable d’un parc de matériels, il en gère l’entretien et la maintenance et propose les évolutions nécessaires en accord avec les régisseurs de son équipe.

### Chef machiniste
Dans le spectacle vivant, le chef machiniste est un agent de maîtrise qui réalise et/ou met en œuvre les décors des spectacles et la maintenance de l'équipement du lieu scénique « en ordre de marche ». Il encadre l'équipe technique du plateau, la recrute et en organise le travail. Il est le dépositaire des règles de l'art liées à la bonne exploitation du plateau, des cintres et des dessous. Ce métier fait l’objet d’un titre de niveau III au Répertoire National des Certifications Professionnelles (RNCP) déposé par l’ISTS.